# Caledonia (Ohio)
Caledonia es una villa ubicada en el condado de Marion en el estado estadounidense de Ohio. En el Censo de 2010 tenía una población de 577 habitantes y una densidad poblacional de 968,61 personas por km².

## Geografía
Caledonia se encuentra ubicada en las coordenadas 40°38′11″N 82°58′10″O / 40.63639, -82.96944. Según la Oficina del Censo de los Estados Unidos, Caledonia tiene una superficie total de 0.6 km², de la cual 0.6 km² corresponden a tierra firme y (0%) 0 km² es agua.

## Demografía
Según el censo de 2010, había 577 personas residiendo en Caledonia. La densidad de población era de 968,61 hab./km². De los 577 habitantes, Caledonia estaba compuesto por el 97.4% blancos, el 1.56% eran afroamericanos, el 0% eran amerindios, el 0.17% eran asiáticos, el 0% eran isleños del Pacífico, el 0.69% eran de otras razas y el 0.17% pertenecían a dos o más razas. Del total de la población el 0.52% eran hispanos o latinos de cualquier raza.